# هوليداي سيتي بيركلي (نيوجيرسي)
هوليداي سيتي بيركلي (بالإنجليزية: Holiday City-Berkeley CDP, New Jersey)‏ هي مدينة تقع بولاية نيوجيرسي في الولايات المتحدة. تبلغ مساحتها 15.063 كم2، وترتفع عن سطح البحر 13 م، بلغ عدد سكانها 12,831 نسمة في عام 2010 حسب إحصاء مكتب تعداد الولايات المتحدة وتصل الكثافة السكانية فيها 851.8 نسمة لكل كيلومتر مربع (2,206.2/ميل2).

## التركيبة السكانية
حدّد مكتب تعداد الولايات المتحدة بيانات التركيبة السكانية لهوليداي سيتي بيركلي في تعداد الولايات المتحدة. في ما يلي، التركيبة السكانية حسب تعدادي 2000 و2010.

### تعداد عام 2000
بلغ عدد سكان هوليداي سيتي بيركلي 13,884 نسمة بحسب تعداد عام 2000، وبلغ عدد الأسر 8,575 أسرة وعدد العائلات 4,433 عائلة مقيمة في المدينة. في حين سجلت الكثافة السكانية 921.7 نسمة لكل كيلومتر مربع (2,387.2/ميل2). وبلغ عدد الوحدات السكنية 9,015 وحدة بمتوسط كثافة قدره 598.5 لكل كيلومتر مربع (1,550.1/ميل2).
وتوزع التركيب العرقي للمدينة بنسبة 98.97% من البيض و0.38% من الأمريكيين الأفارقة و0.01% من الأمريكيين الأصليين و0.22% من الأمريكيين ذوي الأصول الآسيوية و0.01% من سكان جزر المحيط الهادئ و0.05% من الأعراق الأخرى و0.35% من عرقين مختلطين أو أكثر و1.09% من الهسبانيون أو اللاتينيون من أي عرق.
بلغ عدد الأسر 8,575 أسرة كانت نسبة 0.2% منها لديها أطفال تحت سن الثامنة عشر تعيش معهم، وبلغت نسبة الأزواج القاطنين مع بعضهم البعض 46.1% من أصل المجموع الكلي للأسر، ونسبة 4.7% من الأسر كان لديها معيلات من الإناث دون وجود شريك، بينما كانت نسبة 0.9% من الأسر لديها معيلون من الذكور دون وجود شريكة وكانت نسبة 48.3% من غير العائلات. تألفت نسبة 46.3% من أصل جميع الأسر من عدة أفراد يعيشون في نفس المنزل ونسبة 42.4% كانت تتألف من شخص يعيش بمفرده يبلغ من العمر 65 عاماً أو أكثر. وبلغ متوسط حجم الأسرة المعيشية 1.58، أما متوسط حجم العائلات فبلغ 2.08.
بلغ العمر الوسطي للسكان 75.8 عاماً. وكانت نسبة 0.1% من القاطنين تحت سن الثامنة عشر، وكانت نسبة 0.4% بين الثامنة عشر والرابعة والعشرين عاماً، ونسبة 2% كانت واقعةً في الفئة العمرية ما بين الخامسة والعشرين والرابعة والأربعين عاماً، ونسبة 13.6% كانت ما بين الخامسة والأربعين والرابعة والستين، ونسبة 81.7% كانت ضمن فئة الخامسة والستين عاماً فما فوق. يوجد لكل 100 أنثى 66.6 ذكر، ويوجد لكل 100 أنثى في الثامنة عشر من عمرها فما فوق 66.5 ذكر.
بلغ متوسط دخل الأسرة في المدينة 26,900 دولارًا، أما متوسط دخل العائلة فبلغ 33,575 دولارًا. وكان متوسط دخل الذكور 35,197 دولارًا مقابل 26,149 دولارًا للإناث. وسجل دخل الفرد الخاص بالمدينة 22,755 دولارًا. وكانت نسبة 2.9% من العائلات ونسبة 6% من السكان تحت خط الفقر، وكان من هؤلاء نسبة 0% تحت سن الثامنة عشر ونسبة 5.7% في الخامسة والستين من العمر وما فوق.

### تعداد عام 2010
بلغ عدد سكان هوليداي سيتي بيركلي 12,831 نسمة بحسب تعداد عام 2010، وبلغ عدد الأسر 8,152 أسرة وعدد العائلات 3,692 عائلة مقيمة في المدينة. في حين سجلت الكثافة السكانية 851.8 نسمة لكل كيلومتر مربع (2,206.2/ميل2). وبلغ عدد الوحدات السكنية 9,023 وحدة بمتوسط كثافة قدره 599 لكل كيلومتر مربع (1,551.4/ميل2).
وتوزع التركيب العرقي للمدينة بنسبة 97.77% من البيض و0.72% من الأمريكيين الأفارقة و0.07% من الأمريكيين الأصليين و0.72% من الأمريكيين ذوي الأصول الآسيوية و0.27% من الأعراق الأخرى و0.44% من عرقين مختلطين أو أكثر و2.40% من الهسبانيون أو اللاتينيون من أي عرق.
بلغ عدد الأسر 8,152 أسرة كانت نسبة 0.2% منها لديها أطفال تحت سن الثامنة عشر تعيش معهم، وبلغت نسبة الأزواج القاطنين مع بعضهم البعض 37.4% من أصل المجموع الكلي للأسر، ونسبة 6.2% من الأسر كان لديها معيلات من الإناث دون وجود شريك، بينما كانت نسبة 1.7% من الأسر لديها معيلون من الذكور دون وجود شريكة وكانت نسبة 54.7% من غير العائلات. تألفت نسبة 51.2% من أصل جميع الأسر من عدة أفراد يعيشون في نفس المنزل ونسبة 42.8% كانت تتألف من شخص يعيش بمفرده يبلغ من العمر 65 عاماً أو أكثر. وبلغ متوسط حجم الأسرة المعيشية 1.55، أما متوسط حجم العائلات فبلغ 2.13.
بلغ العمر الوسطي للسكان 73.5 عاماً. وكانت نسبة 0.1% من القاطنين تحت سن الثامنة عشر، وكانت نسبة 0.7% بين الثامنة عشر والرابعة والعشرين عاماً، ونسبة 3.6% كانت واقعةً في الفئة العمرية ما بين الخامسة والعشرين والرابعة والأربعين عاماً، ونسبة 22.7% كانت ما بين الخامسة والأربعين والرابعة والستين، ونسبة 72.8% كانت ضمن فئة الخامسة والستين عاماً فما فوق. وتوزع التركيب الجنسي للسكان بنسبة 40.2% ذكور و59.8% إناث.